# Johannisberg (Geisenheim)
Johannisberg ist ein Stadtteil der Stadt Geisenheim im südhessischen Rheingau-Taunus-Kreis. Der Ort ist bekannt für seine Riesling-Weine und für die „Erfindung“ der Spätlese im Jahre 1775.

## Geographie
Johannisberg liegt auf einer Höhe von etwa 110 bis 250 m ü. NN inmitten von Weinbergen am Elsterbach zwischen Geisenheim und Oestrich-Winkel im Rheingau. Durch die Weinbergslage „Schloss Johannisberg“ unterhalb des Johannisberger Schlosses läuft der 50. nördliche Breitengrad.

Willkommens-Schild am Ortseingang
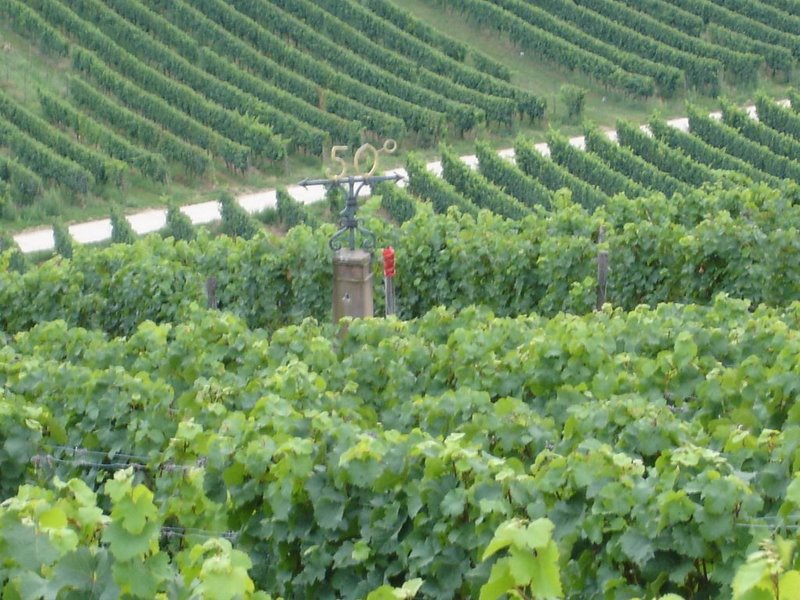
Der 50. Breitengrad, mitten im Weinberg „Johannisberg“
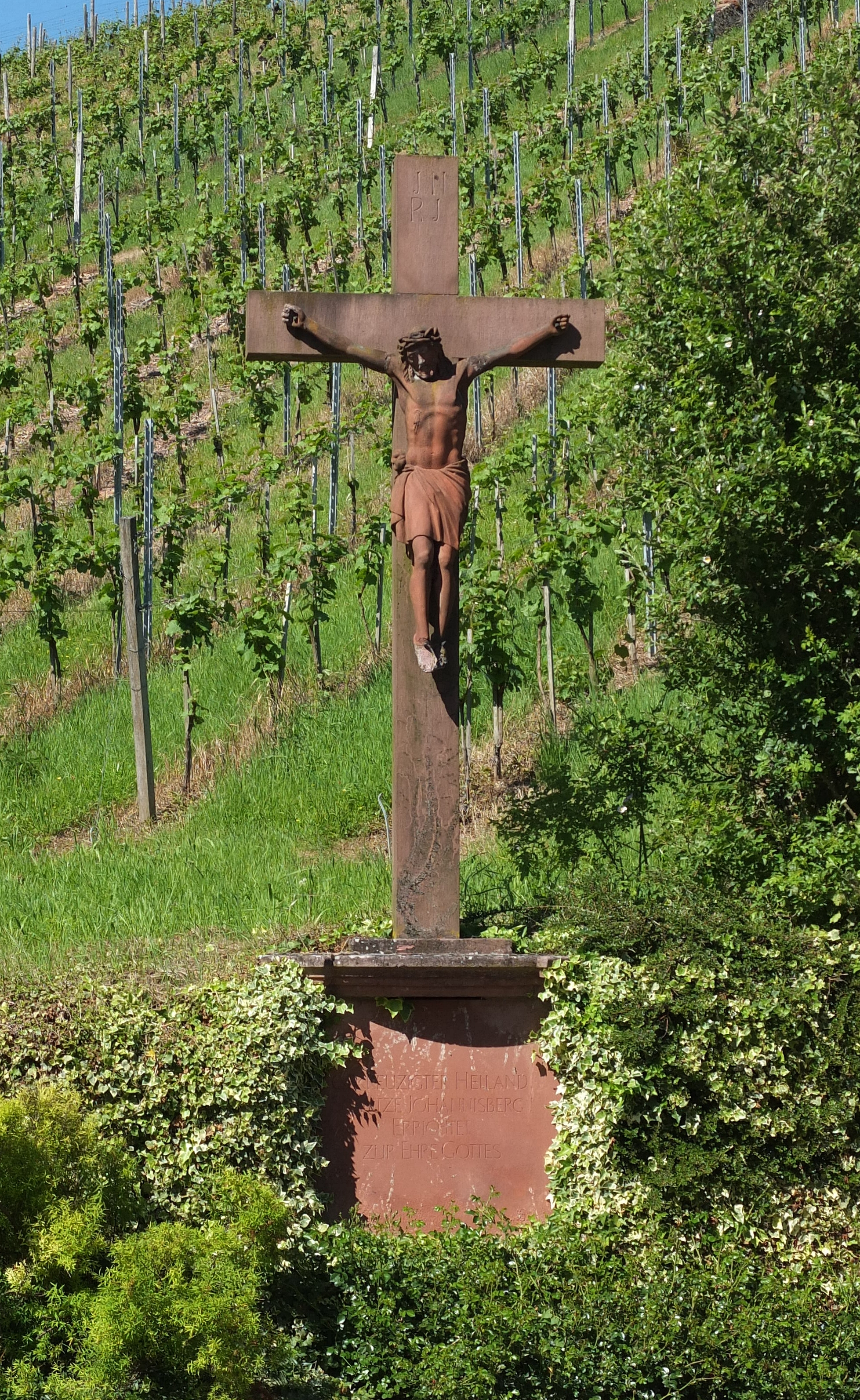
Wegekreuz am Fuße der Weinlage Schloss Johannisberg

## Geschichte

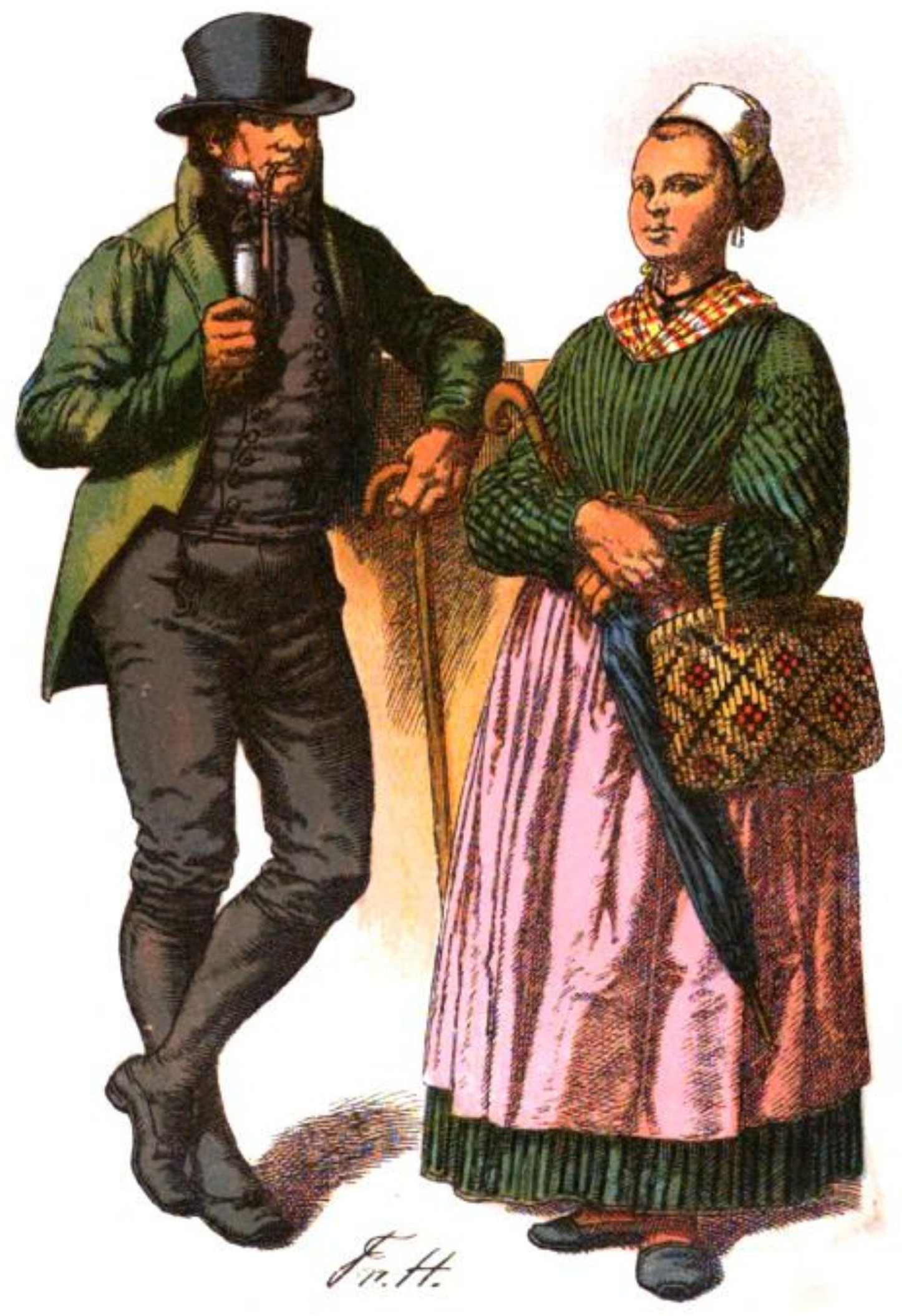
Johannisberger Tracht um 1840

Bis 1971 war Johannisberg eine selbstständige Gemeinde mit den Ortsteilen Grund, Berg (auch „Rosengasse“) und Schloßheide. Anlässlich der Gebietsreform in Hessen fusionierte Johannisberg aufgrund finanzieller Engpässe zum 31. Dezember 1971 freiwillig mit der Stadt Geisenheim zur erweiterten Stadt Geisenheim. und ist seither ein Stadtteil der „Lindenstadt“ im Rheingau. Für den Stadtteil Johannisberg wurde, wie für die anderen eingegliederten ehemals eigenständigen Gemeinden, ein Ortsbezirk eingerichtet.
Durch Funde lässt sich zwar belegen, dass eine erste Besiedlung des Ortes bereits zu Zeiten der Römer, Kelten und Franken stattgefunden haben muss, erstmals erwähnt wird Johannisberg jedoch mit der Gründung des Klosters im Jahre 1106 durch den Mainzer Erzbischof Ruthardt auf dem „Bischofsberg“. Ursprünglich sollte das Kloster zu Ehren des heiligen Nikolaus errichtet werden, wurde dann aber Johannes dem Täufer geweiht, woher der Ort auch seinen Namen erhielt. Heute steht an dieser Stelle das Schloss Johannisberg.
Vor der Klostergründung trug Johannisberg den Namen Rheingrafenhausen, nach den Rheingrafen, die bei Johannisberg die Burg Johannisberg unterhielten. Wahrscheinlich steht die Umbenennung im Zusammenhang mit der Übernahme des Gebietes durch den Erzstift Mainz.

## Politik

### Ortsbeirat
Für Johannisberg besteht ein Ortsbezirk (Gebiete der ehemaligen Gemeinde Johannisberg) mit Ortsbeirat und Ortsvorsteher nach der Hessischen Gemeindeordnung.
Der Ortsbeirat besteht aus fünf Mitgliedern. Bei den Kommunalwahlen in Hessen 2021 betrug die Wahlbeteiligung zum Ortsbeirat 60,26 %. Dabei wurden gewählt: ein Mitglied der SPD, ein Mitglied der CDU, ein Mitglied der Bündnis 90/Die Grünen und zwei Mitglieder der Liste „Zeit für Bürger“ (ZfB). Der Ortsbeirat wählte Lothar Kirsch (ZfB) zum Ortsvorsteher.

### Wappen
Noch bis 1973 führte Johannisberg ein eigenes Wappen, bevor dieses in das der Stadt Geisenheim integriert wurde – ebenso wie 1977 das Wappen des Geisenheimer Ortsteiles Stephanshausen. Aber noch heute wird das Johannisberger Wappen als Zeichen der Ortsverbundenheit verwendet.

### Flagge
Die Flagge wurde am 5. September 1969 durch das Hessische Innenministerium genehmigt.

### Städtepartnerschaft
Seit dem 31. März 1966 besteht zu der französischen Weinbaugemeinde Puligny-Montrachet im Burgund eine Verschwisterung, die zunächst durch Jugend- und Schüleraustausch Bestand hatte. Heute pflegt der „Freundeskreis Puligny-Montrachet–Johannisberg“ den Kontakt der Gemeinden und ermöglicht Familien und Bürgern einen Kontakt untereinander.

## Kultur und Sehenswürdigkeiten

„Unser Dorf soll schöner werden“-Sieger im Land und Bund

Im Jahre 1988 wurde Johannisberg Landessieger im Wettbewerb Unser Dorf soll schöner werden, und 1991 wurde der Ort sogar Bundessieger.

### Bauwerke

#### Schloss Johannisberg
Das Wahrzeichen des Ortes ist das imposante und sehr gut restaurierte Schloss Johannisberg, von wo aus man nach Südwesten einen Blick bis weit ins Nahetal, ins Rheinhessische Tiefland und nach Osten bis Mainz und Frankfurt hat. Das auf dem Johannisberg gelegene Schloss ist das alte Kloster Johannisberg. In ihm befindet sich heute das „Weingut Schloss Johannisberg“, welches die gleichnamige Weinbergslage unterhalb des Wahrzeichens bewirtschaftet.

#### Schloss Hansenberg
Ebenfalls weithin sichtbar ist das etwas höher, oberhalb der Weinbergslage Hansenberg gelegene Schloss Hansenberg, welches 1823 durch den Johannisberger Pädagogen Johannes de Laspée erbaut wurde. Ursprünglich als naturnahe Schule und Erziehungsanstalt für Waisenkinder gedacht, wurde das Schloss durch den frühen Tod Laspées, ein Jahr nach Baubeginn, nie in dessen Sinn genutzt. Heute ist das Schloss Teil eines staatlichen Hochbegabten-Internates.

#### Burg Schwarzenstein
Auf gleicher Höhe gelegen, ca. 500 m östlich, befindet sich die 1873 als künstliche Ruine errichtete Burg Schwarzenstein. Heute befindet sich die Ruine mit einem Nobelrestaurant in einem edel angelegten kleinen Park oberhalb der Weinbergslage Schwarzenstein.

#### Kloster Johannisberg
Das vierte große Bauwerk ist das neue Kloster Johannisberg zwischen den Ortsteilen Grund und Berg. 1928 wurde die Klosterkirche und 1956 das benediktinische Kloster selber errichtet. Aus Mangel an Nachwuchs wurde das Kloster 1991 von den in strenger Klausur lebenden Benediktinerinnen auf- und an Missionsschwestern des Steyler-Ordens übergeben. Aber auch dieser Orden hielt sich nur wenige Jahre im Kloster. Seit Anfang 2006 ist das Kloster samt Klosterkirche nun Tagungshotel mit großer Gartenanlage und Restaurant.

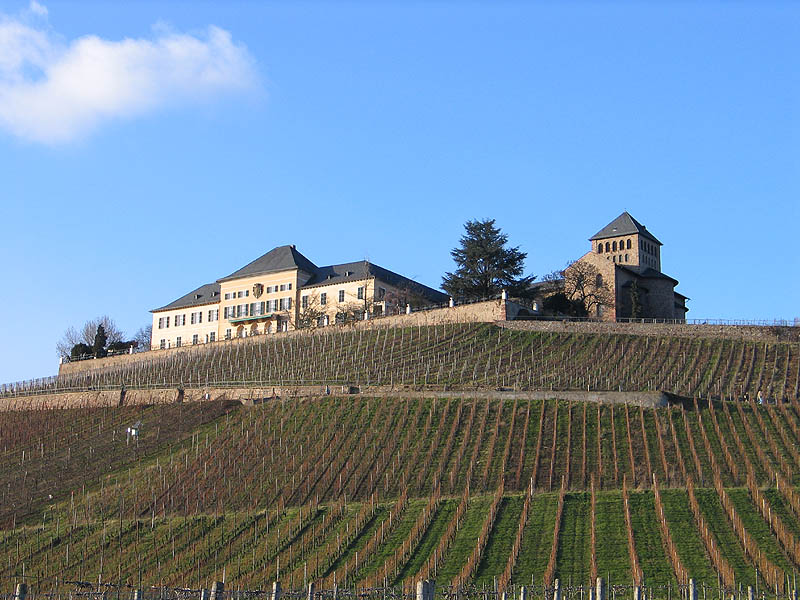
Schloss Johannisberg
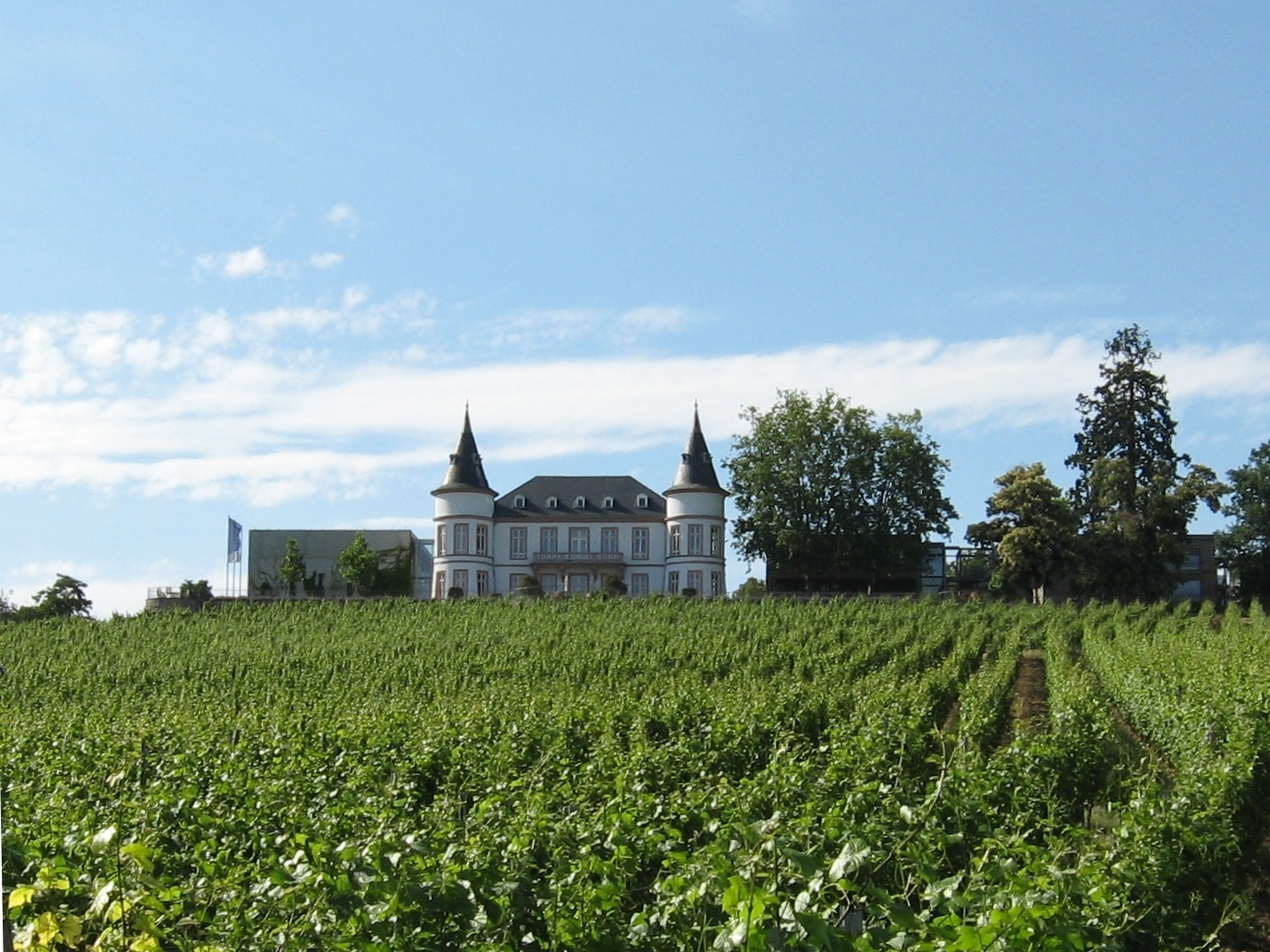
Schloss Hansenberg
Burg Schwarzenstein
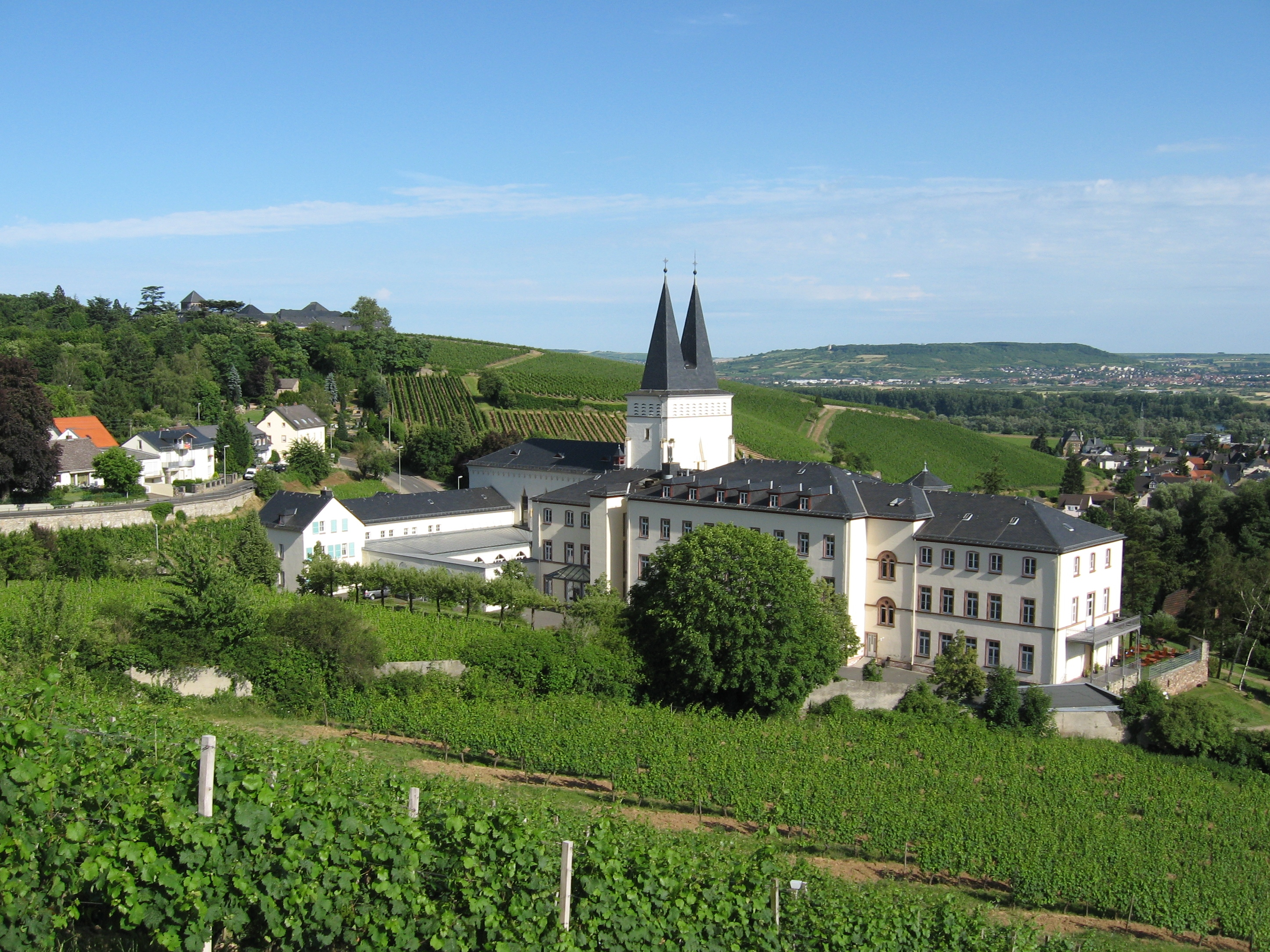
Neues Kloster Johannisberg; links: Ortsteil Berg, oben im Hintergrund: Schloss Johannisberg auf dem Johannisberg, rechts: Ortsteil Grund

### Karneval
In einem ansonsten wenig karnevalistischen Hessen nimmt der Rheingau als ehemals kurmainzisches Territorium und so auch Johannisberg eine Sonderstellung ein. 1913 wurde der Kerwe- und Karnevalverein „Lustige Brüder“ gegründet, der im Jahre 1960 in Johannisberger Carneval Verein 1913 (JCV) umbenannt wurde.

## Wirtschaft und Infrastruktur
Johannisberg ist die „Stadt“ des Weines. Das ganze Jahr über kann man in den unzähligen Weingütern und Straußwirtschaften entweder an Weinproben, -wanderungen oder -festen teilnehmen. Victor Hugo zitierte auf seiner Rheinreise 1840 „irgendeinen deutschen Fremdenführer“ mit den Worten: „Hinter dem Johannisberg befindet sich ein Dorf desselben Namens mit nahe an 700 Seelen, die einen vortrefflichen Wein bauen.“
Großer Andrang herrscht alljährlich im Sommer beim Rheingau-Musikfestival im Schloss Johannisberg und Schloss Hansenberg.

### Weinbergslagen
Von Nord-West nach Süd-Ost:

Weinbergslagen in Johannisberg

- Hansenberg (westlich von Goldatzel)
- Goldatzel
- Schwarzenstein (nördlich von Vogelsang)
- Hölle
- Mittelhölle (südlich von Hölle)
- Vogelsang
- Erntebringer
- Klaus
- Schloss Johannisberg

### Öffentlicher Nahverkehr
Johannisberg ist über die Buslinie 183 der Rheingau-Taunus-Verkehrsgesellschaft (RTV) an den öffentlichen Nahverkehr des Rhein-Main-Verkehrsverbunds angeschlossen. Die Busse verkehren im 30- bis 60-Minuten-Takt zwischen Bahnhof Geisenheim durch Johannisberg bis nach Stephanshausen und Presberg (und zurück). Zudem ist der Linienweg bei einigen Fahrten bis Rüdesheim am Rhein verlängert. Der Anschluss an die Züge Richtung Wiesbaden / Frankfurt am Main sowie Richtung Koblenz / Neuwied ist ab dem Bahnhof Geisenheim gegeben.

### Freiwillige Feuerwehr
Johannisberg verfügt über eine rund 25 Personen starke Freiwillige Feuerwehr, deren Feuerwehrhaus sich in der Hansenbergallee befindet. Sie verfügt über zwei Fahrzeuge: Ein Löschgruppenfahrzeug (LF 10 KatS), welches im Jahr 2018 das alte LF 8/6 abgelöst hat und ein Tragkraftspritzenfahrzeug - Logistik (TSF-L), welches das alte TSFW abgelöst hat. Ein Mannschaftstransportfahrzeug (MTF) wurde aufgrund geänderter Vorschriften bezüglich der verfügbaren Stellplätze außer Dienst genommen und dient fortan als Vereinsfahrzeug, steht für dem Einsatzdienst jedoch nicht mehr zur Verfügung. Zusammen mit den Freiwilligen Feuerwehren der Kernstadt Geisenheim und des Ortsteils Stephanshausen wird der abwehrende Brandschutz und die allgemeine Hilfe für die insgesamt vier Ortsteile von Geisenheim sichergestellt.

### Bildung und Sport

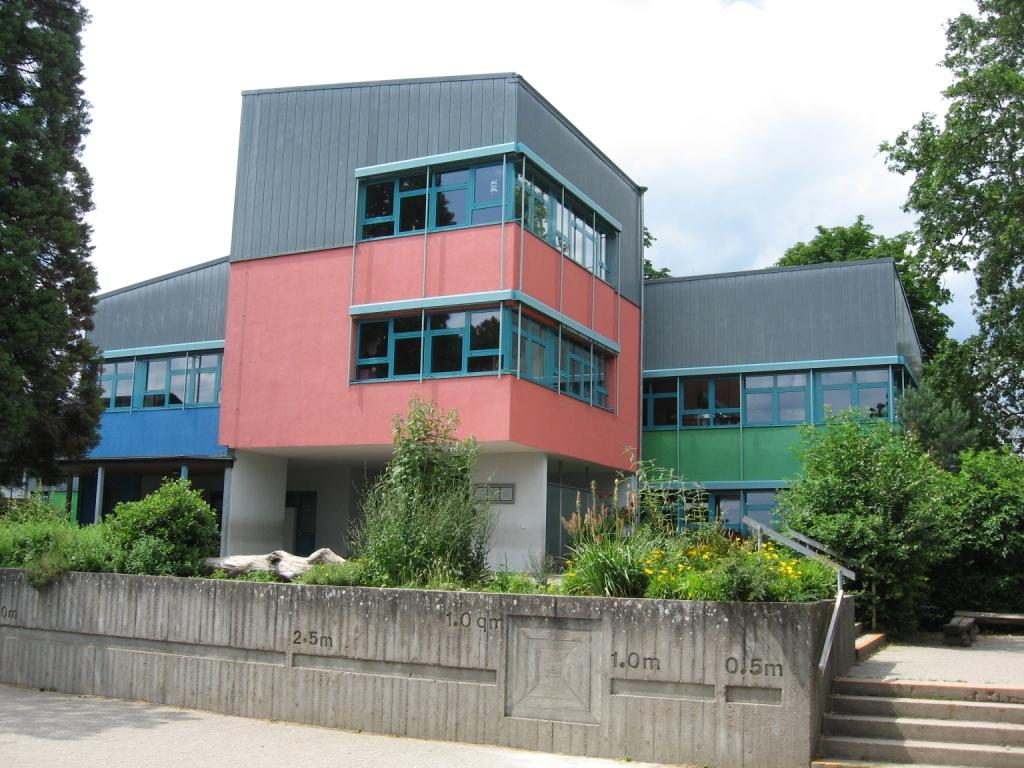
Johannes-de-Laspée-Grundschule

Obwohl der Ort nicht einmal 3000 Einwohner hat, bietet er eine Vielzahl pädagogischer Einrichtungen und Freizeitangebote an:
- Kindergarten: die katholische Kindertagesstätte St. Johannes der Täufer
- Grundschule: die Johannes-de-Laspée-Schule
- Internat: die Oberstufen Internatsschule Schloss Hansenberg für besonders leistungsstarke Schüler und Schülerinnen
- Sportplatz: Kunstrasen-Fußballplatz (des SV 1919 Johannisberg e. V.)
- Bolzplatz: kleiner Aschen-Fußballplatz der auch für Festzelte (z. B. an Karneval) genutzt wird

Darüber hinaus verfügt Johannisberg mit
- der Turngesellschaft 1884 e. V.
- dem SV 1919 Johannisberg e. V.
- und dem Motorsport-Club-Johannisberg e. V.

über drei Sportvereine.

## In Johannisberg geborene Persönlichkeiten
- Johannes Weitzel (1771–1837), Schriftsteller, Verleger und Landesbibliothekar im Herzogtum Nassau
- Sebastian Engert (1774–1830), nassauischer Beamter und Amtmann
- Joseph Faust (1856–1919), katholischer Pfarrer und Autor zahlreicher Lustspiele, Schwänke und Dramen
- Alexander Czéh (1876–1955), deutscher Verwaltungsbeamter und Landrat der Kreise Geilenkirchen und Geilenkirchen-Heinsberg
- Jakob Christmann (1554–1613), Orientalist und Astronom, Professor an der Universität Heidelberg (sowie zeitweise deren Rektor)